# Центральне кладовище (Відень)
Віденський центральний цвинтар (нім. Wiener Zentralfriedhof) — цвинтар у віденському районі Зіммеринґ. Відкритий у 1874 році та має площу майже 2,5 км² і близько трьох мільйонів могил, що робить його одним з найбільших цвинтар у Європі.

## Розташування і транспорт
Розташування цвинтаря не відповідає його назві. Воно знаходиться у південній частині міста, в районі Зіммеринґ, який ще забудовується. З початку цвинтар взагалі перебував за межами міста.
Центральний цвинтар залишається найбільшим некрополем у Відні і продовжує відігравати центральну роль, так як витрати на поховання тут значно нижчі, аніж на інших цвинтарях.
Зіммерлінґська головна вулиця, важлива магістраль району, веде прямо до Центрального цвинтаря, тим самим робить його більш доступним для відвідувань.
Хоча цвинтар розташований між вулицями з інтенсивним рухом та швидкісною залізницею, він залишається єдиною спорудою і великою територією, яка не зворушена істотним транспортним шумом. Єдине, що завдає шкоди цвинтарному спокою — це повітряний коридор, розташований над Центральним цвинтарем, який веде до розташованого у південно-східному Відні Віденського міжнародного аеропорту.

## Транспорт на цвинтарі
Центральний цвинтар через свої розміри має великі по протяжності дороги. За всіма основними з них щодня здійснюється автомобільне сполучення. Максимально дозволена швидкість тут становить 20 км / год, що передбачено правилами вуличного руху. Лише 1 листопада (Собор всіх святих) в'їзд неможливий, тому що в цей день існує великий ризик великого транспортного затору. Особи які мають свідоцтво про інвалідність мають право (починаючи з 2001 року) організовано приїжджати на свято.
Для доставки людей, які не мають власного автомобіля, на цвинтарі з 1971 року використовується спеціальний автобус. Він щодня кожні пів години повторює свій маршрут по кільцевій дорозі, що проходить через більшу частину цвинтаря, і тільки на свято всіх святих він не курсує.
Щорічно близько 60 тисяч приїжджих користуються транспортом, який надає приватне автобусне підприємство «Dr. Richard». Починаючи з 2 листопада 2004 року, підприємство отримує дотації від міста Відня від 34 тисяч євро на рік, з тих пір як воно вступило в транспортну організацію Східний регіон (нім. Verkehrsverbund Ost-Region (VOR)). Для проїзду відвідувачеві потрібно придбати проїзний квиток VOR, крім того можна оплатити на місці.
Транспортна лінія цвинтаря спочатку мала назву «11 лінія» (нім. Linie 11), але з введенням поїзда, для уникнення плутанини в назвах з «VOR-Linie 11», кільцева дорога цвинтаря була перейменована у «106 лінію» (нім. Linie 106).

## Трамвай №71
До входу в Центральний цвинтар від площі Шварценбергплац курсує традиційний трамвай № 71 (нім. Straßenbahnlinie 71). Він становить невід'ємну частину численних анекдотів або пісень про останню путь жителів Відня. Так, на похоронах можна почути повсякденне: «Він сів на 71-й» (нім. Er hat den 71er genommen).
У 1901 року проведена до Центрального цвинтаря «Зіммерлінґська кінська дорога» замінена на електричний трамвай, який з 1907 року має номер лінії «71». У 1918 році вперше лінія 71-го відокремилася від вуличної дороги. У цей час часто ходив нічний транспорт з трупами для поховання на Центральному цвинтарі, загиблих від іспанки, і через їх великої кількості коней часто не вистачало. У 1942 Віденський трамвай придбав більше 3 власних машин для транспортування трупів. Після закінчення війни від цього виду транспортування померлих остаточно відмовилися.
Сьогодні 71-й так само часто використовується для пересування, так як служить прямим під'їзних шляхом до Центрального цвинтаря. Поблизу заднього входу на цвинтар знаходиться станція віденського «S-Bahn'а», яка називається «Wien Zentralfriedhof, лінія S7». Відвідувачі цвинтаря нею користуються порівняно рідко. Лінія U3 віденського метрополітену закінчується майже в 2 км від цвинтаря (продовження раніше не планувався), цей «останній метр» заповнює 71-й разом з трамвайним маршрутом № 6, який доїжджає з 2000 року до третіх воріт. До свята всіх святих, коли 300 тисяч відвідувачів починають штурмувати Центральний цвинтар, інтервали руху на 71 лінії сильно скорочуються. У цей день повідомлення, аж до відкриття станції метро Зіммерлінг у 2000 році, називалося 35 лінією свята всіх святих (нім. Allerheiligen-Linie 35).

## Президентський склеп та державні поховання
У церкві св. Карла Борромео знаходиться президентський склеп, де, починаючи з 1951 року, з почестями ховають австрійських президентів Другої республіки. Станом на червень 2007 року тут поховані:
- Карл Реннер (1870—1950) 1945—1950
- Теодор Кернер (1873—1957) 1951—1957
- Адольф Шерф (1890—1965) 1957—1965
- Франц Йонас (1899—1974) 1965—1974
- Рудольф Кірхшлегер (1915—2000) 1974—1986
- Томас Клестіль (1932—2004) 1992—2004
- Курт Вальдхайм (1918—2007) 1986—1992

Дуже низька будова склепу, спорудженого в 1951 році, не дає йому розкішного зовнішнього вигляду, що обумовлено тим, що заданий архітектором розмір склепу не повинен псувати вигляд церкви св. Карла. Склеп зберігав первісний вигляд тільки до 1950 року, коли помер Карл Реннер, то був споруджений кам'яний саркофаг з його ім'ям в центрі. Імена ж інших президентів додавали на пам'ятну дошку. Дружини президентів так само можуть бути поховані в склепі, але для це потрібна згода президентської канцелярії. Тут були поховані Хільда Шерф (пом. 1956), Алоизия Реннер (пом. 1963), Маргарита Йонас (пом. 1976) і Херма Кірхшлегер (пом. 2009 року); президент Кернер не був одружений.
Державні поховання організовуються і оплачуються Австрійською Республікою і передбачені для президентів, канцлерів, а також президентів національної ради. Є випадки, коли виділялося місце для персон, до смерті займали так само деякі посади.
Дотепер державну могилу отримали президенти Карл Реннер, Теодор Кернер, Адольф Шерф, Франц Йонас і Томас Клестіль. Рудольф Кірхшлегер і Курт Вальдхайм отримали державну могилу, і, крім того, згідно із заповітом, було так само публічне встановлення труни для прощання в Хофбурге.
Так само державні могили отримали канцлери Леопольд Фігль, Юліус Рааб, Альфонс Горбах, Бруно Крайський і Фред Зіновац. Йозеф Клаус навпаки в заповіті вказав, щоб його поховали в вузькому сімейному колі.
Останній президент часів націонал-соціалістичного періоду, Вільгельм Міклас, який помер в 1956 році, був похований на Деблінгськом цвинтарі.

## Почесні та почесно присвячені могил
У 1885 році, з першими похованнями на цьому місці, збільшувалася привабливість цвинтаря для поховання відомих осіб. Сьогодні одним з найчастіше відвідуваних туристами пам'яток є надгробок Вольфганга Моцарта, хоча це всього лише пам'ятник, так як похований Моцарт був на цвинтарі Святого Марка. На даний момент на Центральному цвинтарі понад 350 почесних могил і понад 600 почесних присвячених могил.